# Bahnhof Lamprechtshausen
Der Bahnhof Lamprechtshausen ist ein Bahnhof in Lamprechtshausen bei Salzburg und Endbahnhof der Bahnstrecke Salzburg–Lamprechtshausen.

## Geschichte
Der Bahnhof Lamprechtshausen ging am 16. Mai 1896 zusammen mit dem Streckenabschnitt Oberndorf–Lamprechtshausen in Betrieb und ist seit 13. Jänner 1950 elektrifiziert. Das heutige Aufnahmsgebäude ist ein 2012 fertiggestellter Neubau.

## Neubau

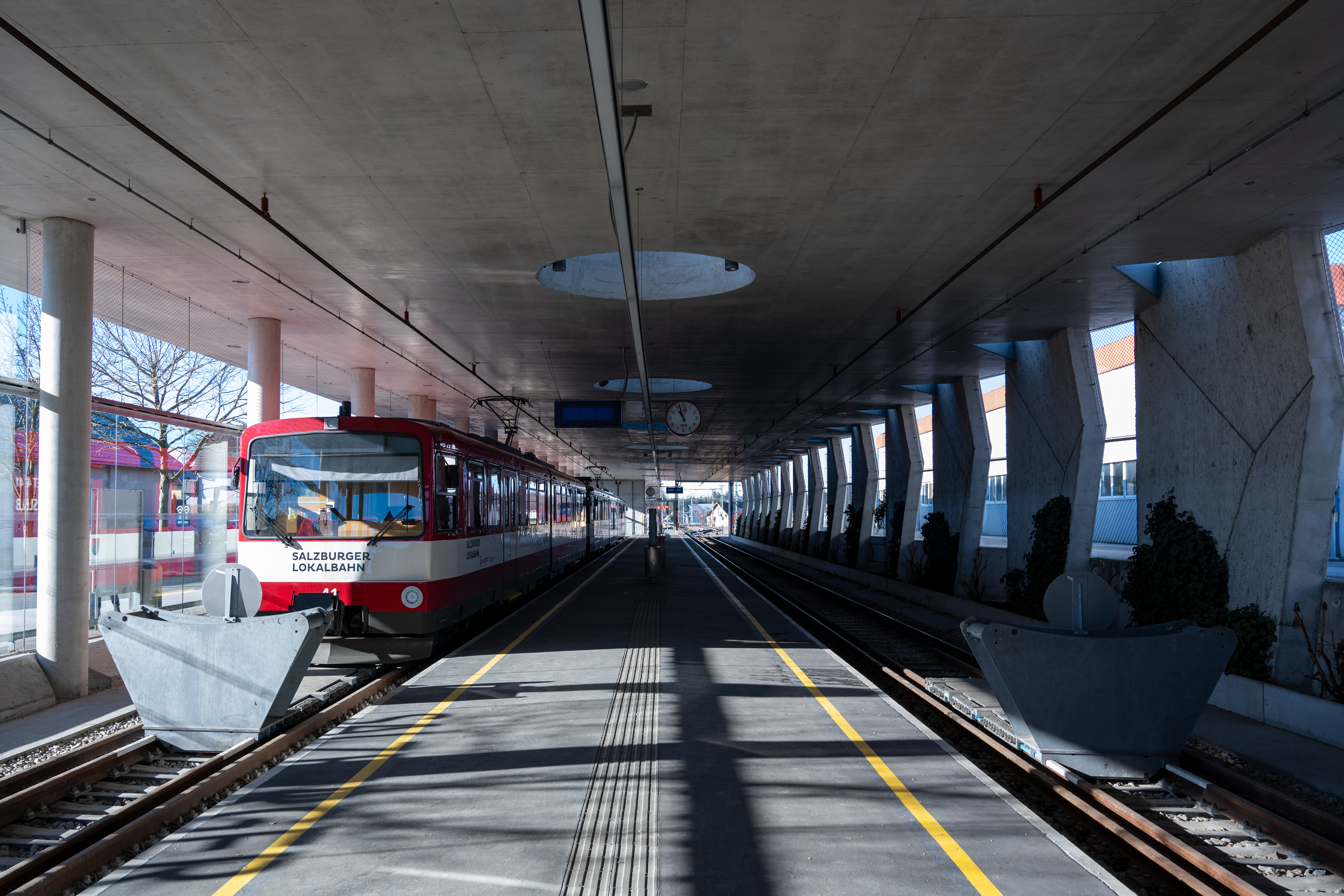
Bahnsteige in der neuen Bahnhofshalle

Beim Neubau des Bahnhof Lamprechtshausen wurde auf Wetterschutz Wert gelegen, er wurde in einer Halle errichtet und ca. 200 Meter näher an die Wohnbebauung verlegt.
Er hat automatisierte Fahrgastinformationssysteme (Monitore und Lautsprecher) und einen Fahrkartenschalter der Salzburg AG, welche Besitzer des Bahnhofs Lamprechtshausen und der Bahnstrecke ist.
Der neue Bahnhof Lamprechtshausen ist teilweise barrierefrei, es existieren ein Blindenleitsystem und Anlagen für akustische Ansagen, zudem ist er ohne Niveauunterschied erreichbar.

## Anschluss
Neben der Linie S1 der S-Bahn Salzburg wird der Bahnhof durch die Regionalbuslinien 119 und 880 im SVV bedient. Außerdem befinden sich eine Park-and-Ride-Anlage und eine Bike-and-Ride-Anlage am Bahnhof Lamprechtshausen.